# Russell Allen
Russell Allen (Long Beach, Kalifornia, 1971. július 19. –) amerikai énekes, aki az amerikai Symphony X révén vált ismertté. Emellett szólóalbumot is készített, de egyéb projektekben is részt vett.

## Élete
Először 5 évesen énekelt közönség előtt, ekkoriban Willie Nelson és Johnny Cash is nagy kedvence volt. Iskolás korában több tehetségkutató rendezvényen is részt vett, de tanult dobolni és klarinétozni is. Zongorázott is egy darabig, de Eddie Van Halen hallatán a gitár mellett döntött. Az énekléssel azonban soha nem hagyott fel. A gitározáshoz azonban nem volt elég önbizalma, így végleg az éneklés mellett döntött.
Fiatalkorában a Led Zeppelin, az Iron Maiden, a Black Sabbath, a Rush, a Pink Floyd, a The Doors, Jimi Hendrix, a Beatles és a Deep Purple zenéje inspirálta, de a Simon & Garfunkel, az Alice in Chains, a Badlands, a Soundgarden, az Audioslave és a Godsmack zenéjét is szereti.

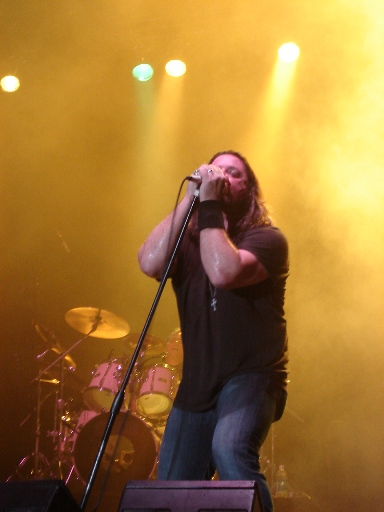
Russell Allen 1995 óta tagja a Symphony X együttesnek.

1995-ben került a Symphony X zenekarba, mint énekes, azóta hat albumot és egy koncertlemezt rögzítettek együtt.
2005-ben adta ki első szólóalbumát Atomic Soul címmel, melyen visszafordult hard rock gyökereihez.
2002-ben szerepelt a holland Star One Space Metal című albumán, amit további vendégeskedések követtek. Szerepelt a Genius - A Rock Opera vendégeként is, a Dream Theater Cemetery Gates című Pantera feldolgozásán pedig háttérvokálozott.
Az Ayreonban még 2000-ben vendégeskedett, az Avantasia projektbe pedig 2010-ben kapott meghívást.
A norvég származású Jorn Lande énekessel pedig 2005-ben és 2007-ben készített lemezt.
Képzett hangú énekes, aki széles hangterjedelme révén nagy megbecsülésnek örvend szakmai körökben is.
Arjen Lucassen az Ayreon multiinstrumentalista főnöke, pedig egyszerűen a világ egyik legjobb énekesének nevezte.

## Lemezei

### Szóló
- Russell Allen’s Atomic Soul (2005)

### Symphony X
- The Damnation Game (1995)
- The Divine Wings of Tragedy (1997)
- Twilight in Olympus (1998)
- V-The New Mythology Suite (2000)
- Live on the Edge of Forever (2001)
- The Odyssey (2002)
- Paradise Lost (2007)

### Ayreon
- Flight of the Migrator (2000)

### Star One
- Space Metal (2002)
- Live On Earth (2003, koncertlemez)

### Jorn LandeRussell Allen
- The Battle (2005)
- The Revenge (2007)
- The Showdown (2010)

### Genius - A Rock Opera
- Episode 2: In Search of the Little Prince (2004)

### Dream Theater
- Háttérvokál a "Cemetery Gates" c. Pantera feldolgozásban. (2003-2005)

### Avantasia
- The Wicked Symphony (2010)
- Angel of Babylon (2010)